# 瑪戈·法蘭克
瑪戈·貝蒂·法蘭克 （德語：Margot Betti Frank；1926年2月16日—1945年2月／3月）），是生於德国的荷兰犹太人，他是是奥托·弗兰克和埃迪特·弗兰克的長女，同時也是安妮·弗蘭克的姐姐。在盖世太保發布驅逐令後，他與其家人被迫迅速躲藏起來。據妹妹安妮的日記記載，瑪戈也有自己的日記，但迄今尚未找到。
1944年8月時，法蘭克一家的藏身處被盖世太保給查獲，眾人在被捕後送往納粹集中營。1944年10月／11月，瑪戈和安妮從奥斯威辛集中营轉移到贝尔根-贝尔森集中营，她們倆在幾個月後在那裡因病過世（可能是因斑疹傷寒過世）。

## 早期生活
瑪戈·貝蒂·弗蘭克於1926年2月16日出生於德國法蘭克福市，他以其母親埃迪特的妹妹貝蒂娜·霍蘭德（1898–1914年）命名，自幼，他和父母以及妹妹安妮·弗蘭克一起住在城市的郊區多恩布施區。其父母熱衷於追求學術知識，並擁有藏書豐富的圖書館鼓勵孩子們閱讀。當安妮出生時，法蘭克一家住在法蘭克福-多恩布希的馬爾巴赫維格307號，共租了兩層樓的空間。瑪戈和安妮幾乎每天都在花園裡和鄰居的孩子們玩耍。這些孩子來自不同的背景，有天主教徒、新教徒或猶太人，並對彼此的宗教節日都很好奇。瑪戈甚至被邀請參加朋友的聖餐慶祝活動，而鄰居的孩子們有時也會被邀請參加法蘭克家的光明節慶祝活動。1931年，法蘭克一家搬到岡霍費爾街（Ganghoferstraße）24號，被稱為「多恩布施時尚自由區」的詩人區（Dichterviertel）。兩所房子也存在至今。
1932年夏天，納粹準軍事組織突擊隊（SA）穿著納粹臂章在法蘭克福的街道上遊行。這些因制服顏色而被稱為棕衣的人高聲唱道：「當猶太人的血液從刀上噴出時，一切都會好起來。」聽到這個消息後，法蘭克夫婦互相商議了自己的擔憂。但他們不可能立即離開祖國，因為在國外謀生似乎是難以理解的。此時瑪戈就讀於法蘭克福的路德維希·里希特學校。
1933年1月30日，當阿道夫·希特拉領導的納粹黨於1933年3月德國國會選舉勝出後，反猶太主義此後迅速興起，法蘭克一家開始擔心如繼續留在德國恐怕會對自身安全構成威脅。同年接近年尾時埃迪特帶著孩子們走避到居於亞琛的外婆羅莎·霍倫德的家中暫居，而奧托則繼續留在法蘭克福，但當他收到在阿姆斯特丹開設公司業務的邀請後，他決定搬到那裡組織業務並為家人安排新住所。奧托的公司名為奥佩克塔的公司，負責批發由各種水果提煉出來的果膠。他並在阿姆斯特丹近郊的梅爾韋德廣場找到一套公寓。1934年2月，埃迪特帶著孩子來到阿姆斯特丹跟他團聚。瑪戈被註冊在阿姆斯特丹的公立學校耶克爾斯特拉特小學，這所學校靠近他們在阿姆斯特丹南部梅爾韋德廣場的新住址。儘管最初在荷蘭語方面遇到了問題，瑪戈特成為了一名優秀的學生，並取得出色的學業成績，法蘭克一家是1933年至1939年期間離開德國的30萬名猶太人之一。

## 德國佔領時期
1940年5月，德軍入侵並迅速佔領荷蘭，新成立的納粹政府開始通過實施嚴格限制性和歧視性法律來迫害猶太人，但瑪戈和她的妹妹並沒有立即受到影響。然而到了1941年，情況發生了變化。他們不再被允許前往電影院，並被排除在運動俱樂部之外。基於猶太兒童只可到猶太學校上學的新規定下，1941年夏天之後，瑪戈和她的妹妹被不得不轉到只有猶太學生和教師的學校就讀。
在猶太立克姆學校，瑪格特展現他之前在其他學校表現出的勤奮和聰明才智。前輩學生記得她是個品德高尚、沉著冷靜、非常聽話的人，瑪戈有著廣泛的朋友圈，在空閒時間喜歡划船和打網球。 在安妮的日記中，安妮曾到母親曾建議她他仿瑪戈特儘管她他道在某些方面她佩她他姐姐是盡麗和聰明的但安妮試仍是圖在沒有榜樣的情況下定義自己的個性  戈特也與母親的關係更好，性格更加謙遜和包容，與堅定而經常直言不諱的安妮形成了鮮明對比。
儘管她的妹妹安妮後來也上了希伯來語課，但像她的父親一樣，安妮對猶太傳統的興趣並不像瑪戈特那樣濃厚，瑪戈則效法了她的母親，並參與了阿姆斯特丹的自由猶太社區。他上了希伯來課，去了犹太教堂。1941年，瑪戈加入了一個荷蘭的猶太復國主義青年俱樂部，正如安妮在他的日記中所描述的那樣，瑪戈的志願是成為一名助產士。

## 躲藏生活

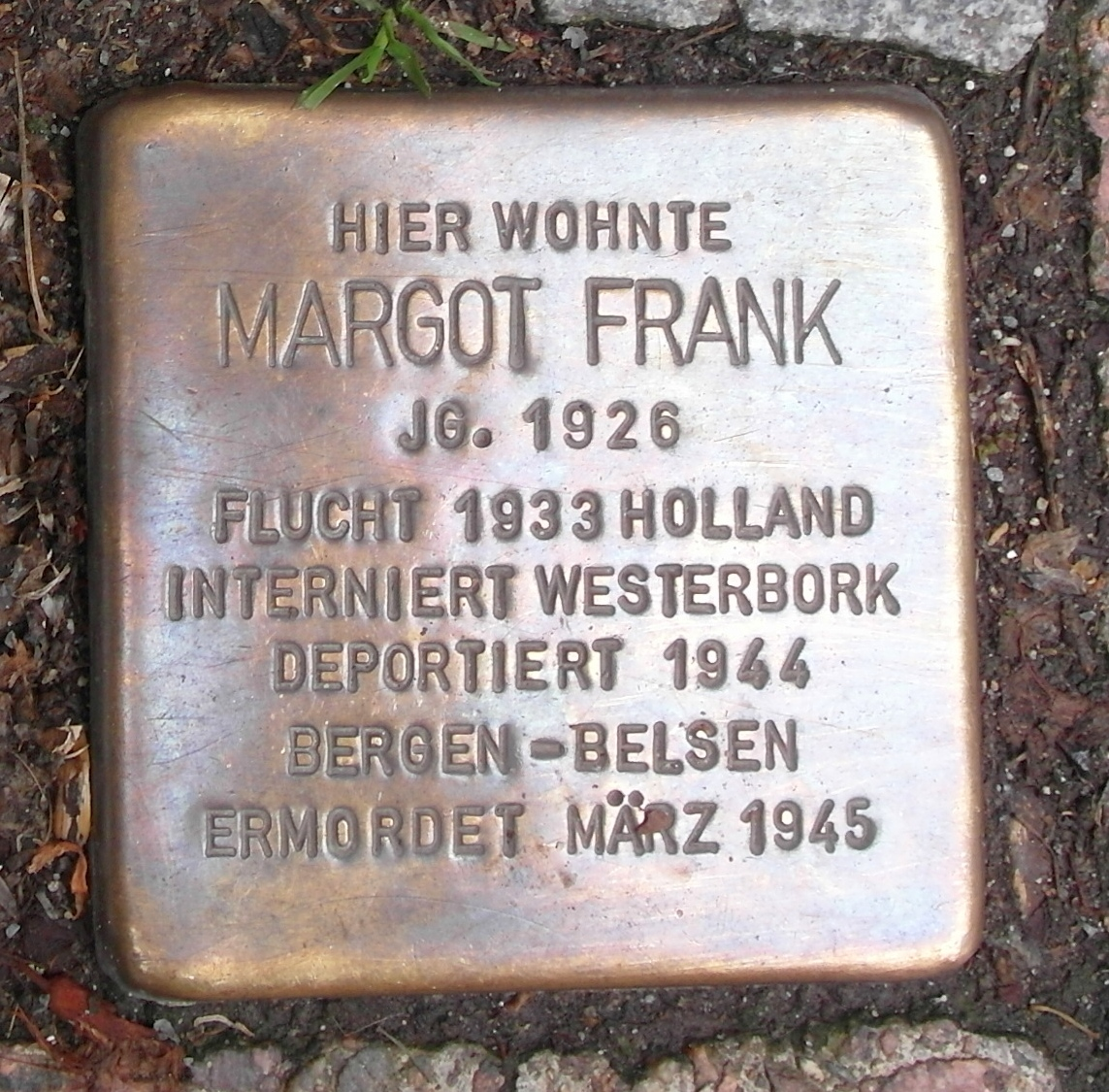
德国艺术家冈特·德姆尼希所製作的瑪戈·法蘭克绊脚石。

1942年7月，納粹黨不斷迫害猶太人家庭，法蘭克夫婦計劃於1942年7月16日跟孩子們找地方躲起來，瑪戈於7月5日收到一份由猶太移民局中央辦公室所發的徵召通告，命令他到附近的勞動營報到。他們一家被迫將躲藏計劃推前十天。7月6日星期一早上，法蘭克一家搬到藏身處暫避，法蘭克一家的藏身處是位於王子運河的奧佩克塔公司辦公室上方的一個平台進入的三層樓高的空間，主建築在西教堂的一個街口外，表面上跟阿姆斯特丹的其他房子無異。那三層樓高的空間是大樓秘密增建的部分，可以從地面進入，大門被一個書櫃遮擋作為掩飾，以掩人耳目避免被發現。
進入藏身之地時，瑪戈年僅十六歲。 起初他與安妮共用一間臥室，但在1942年11月弗裏玆·普費弗搬進秘密藏室後，瑪格特就睡在她父母的臥室裡。瑪特和她的家人之所以能夠躲藏起來，是因為他父親公司的四名辦公室職員願意在冒著生命危險的情況下安置他們，這些幫助者包括梅普·吉斯、貝普·福斯闊爾、約翰內斯·克萊曼和維克托·庫格勒。 為了不讓倉庫的員工、公司的訪客和鄰居注意到或懷疑藏身地點裡的八個人，他們制定了嚴格的規定。在工作時間，瑪戈和其他躲藏的人必須保持完全安靜，不得使用任何水。
安妮姊妹二人都希望儘快重返校園，並於躲藏期間繼續學習，在白天，瑪戈經常閱讀大量書籍，像安妮一樣花了很多時間在學習上。在此期間瑪戈參加了一門拉丁文函授課程，但不是以自己的名義，而是以幫助者之一貝普的名義。瑪戈還以朋友伊麗莎白·福斯克伊爾之名義修讀速記的函授課程，並獲得高分。在安妮的日記中，安妮曾提到瑪戈也有一本日記。

## 被捕及死亡

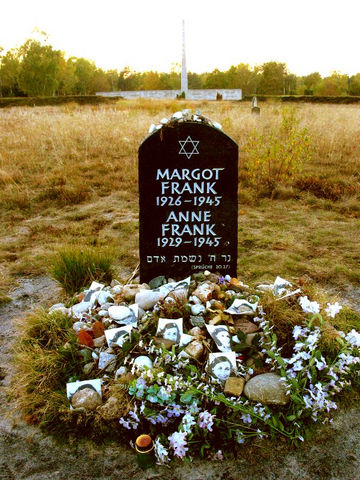
瑪戈與安妮位於伯根-贝尔森集中营舊址的紀念碑，伴隨著的是人們悼念的鮮花和相片。

1944年8月4日早上，德國黨衛隊保安處領導的親衛隊黨衛隊上級小隊領袖從告密者得到線報，帝國保安部黨衛隊高級隊長卡爾·西爾貝鮑爾的帶領下，最少三名秩序警察攻進「後宅」，後宅中所有匿藏的人，包括法蘭克一家、范·佩爾斯一家、普費弗都被貨車送到蓋世太保秘密警察總部通宵問話。翌日，他們被轉移到拘留所，那是一個人滿為患且極度擠擁的監獄。8月7日，他們被轉移到荷蘭的威斯特伯克中转营，當時那裡主要來自是荷蘭和德國的猶太人。由於法蘭克眾人因匿藏被捕，他們被視為罪犯，被送往懲罰性軍營進行艱苦的勞役。據維克托·庫格勒稱，在被逮捕時，瑪戈默默流淚。
8月8日，安妮姊妹轉送到伯根-贝尔森集中营，由於法蘭克一家未能在1942年響應瑪戈的徵召通知並被發現藏匿，他們（連同菲茨·普費爾和範佩爾斯家族）被該集中營的官員宣佈為罪犯，並被關押在懲罰區，以在電池拆解廠勞動處以勞役。1944年9月3日，眾人被驅逐出境，他們從韋斯特博克經過三天抵達奧斯威辛集中營，法蘭克姊妹倆於火車上遇到她們在1941年於猶太學苑認識的阿姆斯特丹人布卢默‧埃弗斯-埃姆登。
1944年10月，法蘭克家的婦孺被選定加入波蘭上西里西亞的勞動營，布盧默也被選定，但由於安妮受到疥癬的感染無法去那里，而她的母親和姐姐決定跟她留下，於是布盧默就沒有跟她們在一起
。同月28日，被選中的超過八千名女性被重新安置到貝爾根-貝爾森集中營並以營帳容納新入住的人，當中包括瑪戈、安妮及奥古斯特·范·佩爾斯，然而法蘭克姊妹的母親埃迪特則留在原地，後來因飢餓而過世。
隨著人口增加使死亡率不斷上升，期間法蘭克姊妹能夠跟兩個朋友漢內莉·戈斯拉爾和娜内特·布利玆得到隔著圍欄作短暫的重逢，根據後者二人在戰後的描述，瑪戈因感染了傷寒而虛弱得不能下床。1945年初，斑疹傷寒疫情在營地蔓延，造成一萬七千名在囚人士因此病亡。其他包括傷寒的疾病，在營中猖獗散播。
根據最後接觸法蘭克姐妹的倖存者珍妮布蘭德斯-布里萊斯利珀的證言
，他指出當時瑪戈已非常消瘦不堪，最終在1945年2月，她從帆布床上摔下來並受驚嚇而過世，而安妮則隨著瑪戈，在一天後去世。但是當局並沒有瑪戈與安妮確切的身亡日期。長期以來人們一直認為她們倆的病亡日期距1945年4月15日英國士兵解放營地僅幾星期之差，但2015年的研究表明，她們倆可能早在當年2月就已經去世。除其他證據外有目擊者回憶說，法蘭克姊妹在2月7日前出現斑疹傷寒症狀。，而荷蘭衛生當局報告稱，大多數未經治療的斑疹傷寒患者在首次出現症狀後12天內死亡。珍妮布蘭德斯-布里萊斯利珀和他的妹妹琳特耶-布里萊斯利珀後來將法蘭克姐妹埋葬在集中營的集體墳墓中。
奧托·弗蘭克是藏匿期間的秘室八人中唯一的倖存者。1945年6月，當他返回阿姆斯特丹時，米普·吉斯將安妮的日記交給了他，1947年，奧托·弗蘭克將安妮的日記出版作為對女兒的回憶。瑪戈在藏匿期間所寫的日記從未被找到。 

## 外部連結
- 安妮·法蘭克之家 （页面存档备份，存于）
- 安妮·法蘭克基金會 （页面存档备份，存于）（Anne Frank Fonds）
- 美國安妮·法蘭克中心 （页面存档备份，存于）
- 美國大屠殺紀念館 - 展覽（安妮·法蘭克：沒有完結的故事）
- Portrait of Margot Frank told by her school friends (English Captions) （页面存档备份，存于）
- Tour at the Frank family's residential neighborhood in Amsterdam （页面存档备份，存于）
- Information Margot Frank, website Anne Frank Foundation Basel （页面存档备份，存于）
- Death of Margot Frank - Life in Secret Annex during German Occupation - Auschwitz - Bergen Belsen （页面存档备份，存于）